# Bruno Côté
Pour les articles homonymes, voir Côté (homonymie).
Bruno Côté, né en 1940 à Québec et mort à Baie-Saint-Paul le 30 juin 2010 à l'âge de 69 ans, est un peintre québécois contemporain.

## Biographie
Bruno Côté est né à Québec en août 1940 et possède des origines irlandaises, écossaises et françaises. L'art prend une place importante dans sa famille et un goût prononcé pour le dessin s'installe chez lui. En 1957 il joint les rangs de l'entreprise publicitaire familiale, où il occupe une variété de postes allant de lettreur à directeur artistique.
Parallèlement à sa carrière publicitaire, Bruno Côté est attiré par la nature et entretient le désir d'une carrière artistique. Au milieu des années soixante, il s'initie à la peinture et songe à se consacrer entièrement à l'art. En 1978, il déménage avec sa famille à Baie-Saint-Paul, dans la région de Charlevoix qui l'inspire. Après un an de travail il tient sa première exposition solo. En 1980, il entreprend un voyage dans les Rocheuses canadiennes, voyage qui sera suivi par plusieurs autres partout à travers le Canada, dont les paysages sont enracinés dans son œuvre.
Bruno Côté était représenté par plusieurs galeries d'art. Une de ses œuvres a été offerte au Parlement écossais en 2008.

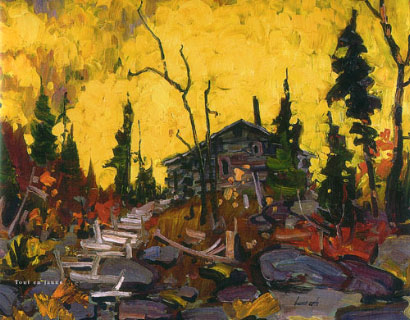
Tout en Jaune
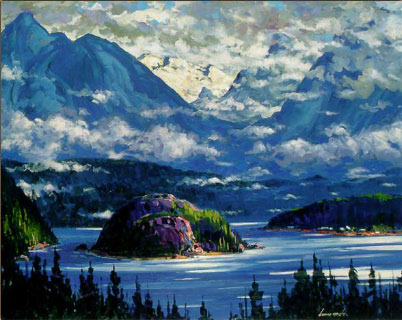
Sunshine Coast
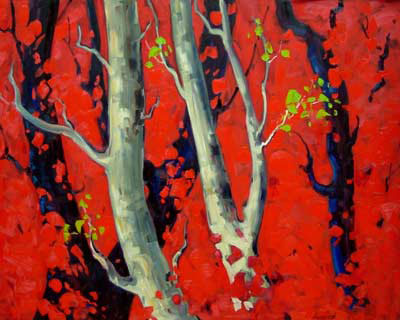
L'été du Shaman
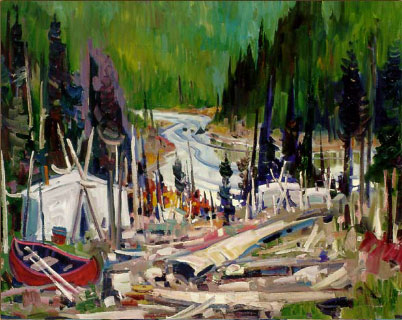
Camp montagnais

## Collections publiques
- Ambassade de Corée
- Ambassade de la République fédérale d'Allemagne
- Ambassade des États-Unis, Ottawa
- Centre National d'exposition de Baie‑Saint‑Paul
- Confederation Art Gallery and Museum, Charlottetown,
- Université Johns-Hopkins, Baltimore, États-Unis
- Musée d'art contemporain de Montréal (collection Lavalin)
- Musée de Charlevoix
- Musée des beaux-arts de Montréal
- Musée Marc-Aurèle Fortin, Montréal
- Organisation des Nations unies, New York
- Parlement écossais, Édimbourg, Écosse
- Galerie de l'université Simon Fraser, Vancouver
- Université Laval
- Université du Nouveau-Brunswick